# Test Drive Cycles
Test Drive Cycles (с англ. — «Тест-драйв: Циклы») — видеоигра в жанре аркадных мотогонок, разработанная студией Xantera и изданная компанией Infogrames эксклюзивно для портативной игровой приставки Game Boy Color в августе 2000 года. Игра является спин-оффом серии Test Drive.
В Test Drive Cycles в качестве транспортных средств игроку предоставлены мотоциклы известных мировых производителей. Гонки проходят на разных трассах, которые основаны на существующих городах. Помимо этого, в Test Drive Cycles присутствует многопользовательский режим для двух игроков.
Аркаду изначально планировалось также выпустить для PlayStation, Dreamcast и PC, но создание было отменено. Test Drive Cycles получила смешанные отзывы от игровой прессы. Критикам не понравились графика и управление, тем не менее похвалы удостоились игровые режимы и выбор мотоциклов.

## Игровой процесс
Test Drive Cycles представляет собой аркадную гоночную игру, которая выполнена в двухмерной графике. Игровой процесс схож с предыдущими частями серии, однако в Test Drive Cycles вместо автомобилей на выбор игроку предоставлены мотоциклы от известных мировых производителей, таких как Harley-Davidson, BMW, Bimota, Moto Guzzi и многих других, у каждого из которых присутствуют показатели ускорения, управления и скорости. Чтобы зарабатывать деньги на новые мотоциклы и их запчасти необходимо занимать призовые места в гонках. Трассы в игре основаны на существующих городах, таких как Вашингтон, Токио и других. При прохождении трассы игрок проезжает её из начальной точки в конечную, соревнуясь с девятью другими мотоциклистами. Если во время гонки выехать за пределы проезжей части, это приведёт к уменьшению скорости. Если мотоцикл врезается в препятствия, такие как камни или проезжающие на дороге машины, то он падает, и в последующем садится на мотоцикл, и тем самым теряет время. Во время движения заблаговременно до поворота появляется стрелка, указывающая направление и угол этого поворота. Для того, чтобы игроку победить, ему нужно занять первое место в гонке, иначе зачтётся поражение.
В игре представлены три режима, каждый со своими особенностями: «Одиночная гонка» (англ. Single Race), «Турнир» (англ. Tournament) и «Полицейское преследование» (англ. Cop Chase). В режиме «Одиночная гонка» игрок может выбрать мотоцикл и трассу и свободно участвовать в гонке. В режиме «Турнир» игроку предстоит проходить серию состязаний. В турнире можно выиграть новые детали для мотоциклов и открыть трассы. В режиме «Полицейское преследование» ведётся игра за полицию. Игрок должен включить сирену и останавливать нарушителей, и, в зависимости от количества задержаний, он получает определённую сумму денег. Также доступен многопользовательский вариант гонок для двух игроков, для которого нужно соединить приставки Game Boy Color с помощью специального кабеля. В Test Drive Cycles имеется система сохранения прогресса игры, которая задействует картридж.

## Разработка и выход игры
Test Drive Cycles изначально разрабатывалась студией Pitbull Syndicate для игровых приставок PlayStation, Dreamcast и персональных компьютеров под управлением Windows. Ранее студия создала предыдущие части серии. Новый проект отличается нетипичным для серии Test Drive жанром — мотогонки — и относится к спин-оффам франшизы. По словам разработчиков, управление в игре должно было стать сбалансированным между реализмом и доступностью, а трассы, как и в других частях серии, основываться на реальных городах и странах мира. Движок в Test Drive Cycles использовался в игре Slave Zero, а графика была значительно усовершенствована: были улучшены эффекты освещения, сделана более высокая детализация объектов, добавлена поддержка Glide, а также разработчики реализовали рендеринг с частотой не менее 30 кадров в секунду на консолях PlayStation и Dreamcast. В версии для PlayStation обещалась поддержка обратной отдачи контроллера DualShock.
Тем не менее, в итоге создание Test Drive Cycles для PlayStation, Dreamcast и ПК было отменено, однако студией Xantera игра была разработана эксклюзивно для портативной игровой приставки Game Boy Color. Ранее эта студия создала Test Drive 6 и Test Drive Off-Road 3 для той же платформы. Выход аркады состоялся в августе 2000 года только в Северной Америке.

## Оценки и мнения
| Сводный рейтинг    | Сводный рейтинг |
| Агрегатор          | Оценка          |
| ------------------ | --------------- |
| GameRankings       | 59,59 %         |
| Game Ratio         | 57 %            |
| Иноязычные издания |                 |
| Издание            | Оценка          |
| AllGame            | [ 2 ]           |
| EGM                | 3,5/10          |
| GameSpot           | 7,3/10          |
| IGN                | 4/10            |
| Nintendo Power     | 6,1/10          |

Test Drive Cycles получила разносторонние отзывы от критиков. На сайте GameRankings игра имеет среднюю оценку 59,56 %. Некоторые журналисты относили к достоинствам разнообразие режимов и мотоциклов, однако ряд рецензентов разочаровались в Test Drive Cycles из-за низкого качества графики и неудобного управления.
Ник Вудс, обозреватель сайта AllGame, оценил игру в четыре звезды из пяти возможных. Критику понравились разнообразный игровой процесс, большой выбор мотоциклов, много режимов и сбалансированная сложность, и рецензент назвал Test Drive Cycles «весёлой» игрой. Схожее мнение оставил Тим Трейси из GameSpot, который поставил аркаде 7,3 балла из 10. Обозреватель назвал Test Drive Cycles «преуспевающим в своей простоте» с по-настоящему увлекательным игровым процессом и разнообразными режимами. К минусам Трейси отнёс посредственные графику и звук, хотя ему понравился эффект параллакса, придающий картинке «ностальгический вкус».
Однако встречались негативные отзывы. Так, в журнале Electronic Gaming Monthly игре поставили низкую оценку в 3,5 балла из 10. Представитель сайта IGN, Марк Никс, поставил Test Drive Cycles 4 балла из 10 и раскритиковал низкое качество графики и визуальных эффектов, которые «убивают уровень впечатлений от игры», а также малый угол поворотов и неудобное управление. Говоря о плюсах, Никс отметил высокую детализацию мотоциклов и их количество, систему сохранения, а также режимы для двух игроков и «Cop Chase». В журнале Nintendo Power аркада оценена в 6,1 балла из 10.